# 齊藤正彰
齊藤 正彰（さいとう まさあき、1970年5月23日 - ）は、日本の憲法学者。北海道大学大学院法学研究科教授。学位は、博士（法学）（1998年）。専門は、国際人権法・法情報学等。

## 人物
北海道札幌市生まれ。
齊藤の運営するサイトは、学者からの評価が高く、法学教室等で紹介されたこともある。

## 略歴
- 1989年3月 埼玉県立川越高等学校卒業
- 1993年3月 北海道大学法学部卒業
- 1995年3月 北海道大学大学院法学研究科修士課程修了
- 1998年3月 北海道大学大学院法学研究科博士後期課程修了（学位論文「国法体系における憲法と条約―外在的法源としてのEC法とドイツ連邦共和国基本法の関係を手がかりとして」）
- 1998年4月 北海道大学法学部助手
- 2000年4月 北海道大学大学院法学研究科助手（大学院重点化に伴う配置換え）
- 2001年4月 北星学園大学経済学部助教授
- 2008年4月 北星学園大学経済学部教授
- 2016年4月 北海道大学大学院法学研究科教授

## 主要著書・編著
- 『憲法のエチュード（第3版）』（共著）（八千代出版、2012年）
- 『判例ハンドブック　憲法』（共著）（日本評論社、2012年）
- 『はじめての憲法学（第2版）』（共著）（三省堂、2010年）
- 『教材憲法判例（第4版増補版）』（共編著）（北海道大学図書刊行会、2008年）
- 『論点探究憲法』（弘文堂、2005年）
- 『日本国憲法解釈の再検討』（共著）（有斐閣、2004年）
- 『欧州統合とフランス憲法の変容』（有斐閣、2003年）
- 『国法体系における憲法と条約』（信山社、2002年）